# Condonació
La condonació o remissió, en Dret, és l'acte jurídic mitjançant el qual una persona que és creditora d'una altra decideix renunciar al seu dret enfront de l'altra, alliberant del pagament el deutor.
La condonació es fa a títol gratuït, és a dir, sense rebre res a canvi.
Tipus de Remissió
- Remissió Voluntària
- Remissió Forçada
- Remissió Testamentària
- Remissió per acte entre vius
- Remissió Total
- Remissió Parcial

Els deutes tributaris només podran condonar-se en virtud de llei i en la quantitat i amb els requisits que en aquesta es determinin.
Els passius "impagables" o aquells que són condonats pels creditors es converteixen en ingrés gravat, sobre el qual no hi haurà cost o deducció imputable que el pugui fer disminuir, per la qual cosa es convertirà en renda líquida.
Així com els deutes incobrables poden ser deduïts de l'impost sobre la renda, aquells passius que no siguin exigibles, o que per negociacions amb els creditors, aquests decideixin condonar aquests passius, s'han de convertir en ingrés, per la qual cosa serà gravat amb l'impost sobre la renda.
Un deute no cobrat per l'empresa és despesa, i un passiu no pagat per ella és un ingrés, cosa que no és gaire natural ni lògica.